# Pölle 5 (Quedlinburg)

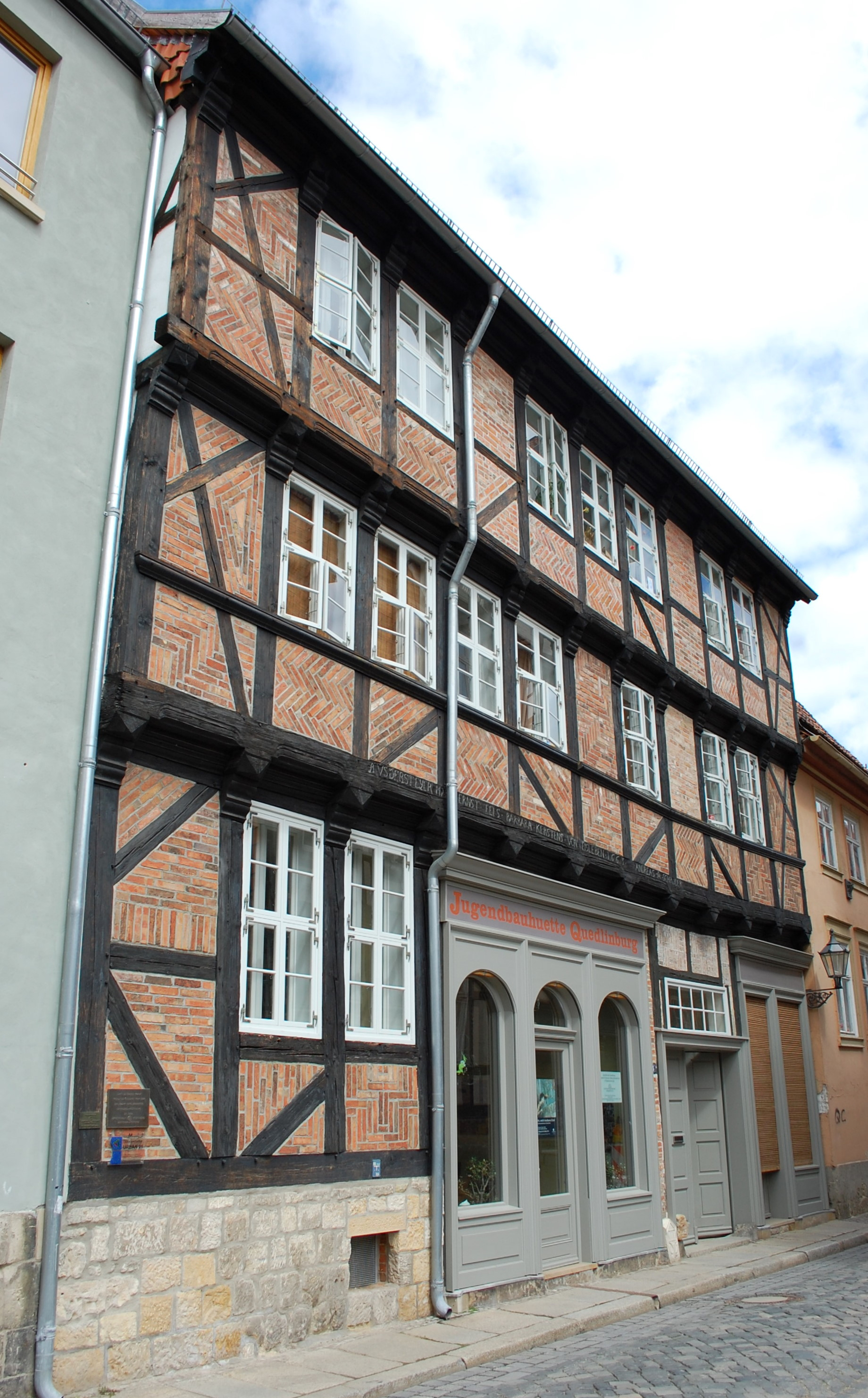
Haus Pölle 5

Das Haus Pölle 5 ist ein denkmalgeschütztes Gebäude in der Stadt Quedlinburg in Sachsen-Anhalt. Nach einem Stifter-Ehepaar, welches die Sanierung und den Betrieb des Gebäudes finanziell ermöglichte, wird das Gebäude auch als Linhardhaus bezeichnet.

## Lage
Es befindet sich südöstlich des Marktplatzes der Stadt. Das Gebäude gehört zum UNESCO-Weltkulturerbe und ist im Quedlinburger Denkmalverzeichnis eingetragen. Es ist Sitz der Quedlinburger Jugendbauhütte.

## Architektur und Geschichte
Der dreigeschossige Fachwerkbau wurde 1665, nach anderen Angaben 1663 von Zimmermeister Andreas Schröder errichtet. Auf ihn verweist die mit einem Wappen versehene Inschrift M. ANDREAS SCHRÖDER. Die Fachwerkfassade weist profilierte Knaggen, stilisierte Schiffskehlen und Pyramidenbalkenköpfen auf. Darüber hinaus sind die Gefache mit Zierausmauerungen versehen. Das Gebäude gilt als Beispiel für die sich verändernden Formen des Fachwerkbaus. Ende des 18. Jahrhunderts erfolgte ein Umbau. Zum Ende des 19. Jahrhunderts wurde im rechten Teil des Gebäudes eine Bäckerei eingerichtet, wobei sich im Hinterhaus das eigentliche Backhaus mitsamt Ofen befand. Die Backstube war im Erdgeschoss, der Mehlboden im Obergeschoss untergebracht.
1905 wurde im Erdgeschoss ein Ladeneinbau vorgenommen.
Ab 1998 erfolgte die Instandsetzung der Gebäude. Jugendbauhütte und Deutsche Stiftung Denkmalschutz nutzen das Haus als Unterkunft und für Seminare. Die Übergabe zur Nutzung als Wohnhaus für die Teilnehmer der Jugendbauhütte erfolgte im September 2003. Darüber hinaus besteht eine Werkstatt. Die Sanierung des Hauses wurde durch eine Stiftung des Ehepaars Brigitte und Hans Linhard ermöglicht. Die Stiftungserträge dienen auch weiter dem Unterhalt des Hauses.